# ابن عبدون الفهري
ذو الوزارتين اليابري كنيته أبو محمد، هو عبد المجيد بن عبدون اليابري، منسوب إلى جده لأمه عبد المجيد بن عبد الله بن عبدون الفهري الأندلسي اليابرتي النحوي، الشاعر المفلق.
أخذ عن أبي الحجاج الأعلم وعاصم بن أيوب وأبي مروان بن سراج، وله نظم فائق، ومؤلف في الانتصار لأبي عبيد على ابن قتيبة، وكان من بحور الآداب، كتب الإنشاء للمتوكل بن الأفطس صاحب بطليوس وأشبونة، وله فيهم مرثية باهرة أولها:
ثم تضعضع واحتاج وعمر فقال أبو بكر بن زهر : دخل علينا رجل رث الهيئة ، كأنه بدوي ، فقال : يا بني ، استأذن لي على الوزير أبي مروان ، فقلت : هو نائم ، فقال : ما هذا الكتاب ؟ قلت : وما سؤالك عنه ؟ ! هذا من كتاب الأغاني ، فقال : تقابله؟ فقلت : ما هنا أصل .
قال: إني حفظته في الصغر ، فتبسمت ، فقال : فأمسك علي ، فأمسكت ، فو الله ما أخطأ شيئا ، وقرأ نحوا من كراسين ، فقمت مسرعا إلى أبي ، فخرج حافيا وعانقه ، وقبل يده واعتذر ، وسبني وهو يخفض عليه ، ثم حادثه ، ووهبه مركوبا ، ثم قلت : يا أبت ، من هذا ؟ قال: ويحك ! هذا أديب الأندلس ابن عبدون ، أيسر محفوظاته كتاب «الأغاني».

## وفاته
توفي ابن عبدون بيابرة سنة سبع وعشرين وخمس مائة.